# Point Rosee
Point Rosee (Frans: Pointe Rosée) is een landtong nabij het dorp Millville in het uiterste zuidwesten van het Canadese eiland Newfoundland. 
In 2015 werd Point Rosée na satellietbeeldanalyses uitgeroepen tot een mogelijke tweede nederzetting van de Vikingen in Noord-Amerika (na de eveneens Newfoundlandse site van L'Anse aux Meadows). Archeologische opgravingen spraken dit weliswaar tegen en het slotrapport van 2017 gaf aan dat er van enige historische menselijke aanwezigheid op de site geen sprake was.

## Geografie
Point Rosee ligt in de Codroyvallei, net ten noordwesten van het Grand Codroy-estuarium. De kaap ligt 3 km ten zuidwesten van de plaats Millville en 3 km ten westen van het Codroy Valley Provincial Park. Het is een van de westelijkste punten van Newfoundland, enkel de nabijgelegen Cape Anguille ligt nog westelijker.

## Opgravingen
Professor Sarah Parcak en haar team selecteerden de site nadat ze de regio met satellieten hadden afgespeurd. Er zijn immers al langer vermoedens dat er zich nog andere Vikingsites (naast die van L'Anse aux Meadows) in Canada zouden bevinden. Eerste opgravingen in 2015 zorgden voor de ontaarding van ijzeroer, en een gebroken steen (mogelijks als primitieve haard gebruikt) waarvan C14-datering van brandsporen aanwees dat deze sporen ruwweg uit de Vikingperiode stammen.
Verdere opgravingen in 2016 en de daaropvolgende analyses brachten aan het licht dat er hoegenaamd geen Vikingaanwezigheid – of enige andere historische menselijke aanwezigheid – bij Point Rosée te vinden was. Het ijzeroer bleek vrijwel zeker van natuurlijke oorsprong te zijn geweest, de vermoedelijke haard hoogstwaarschijnlijk gewoon een steen. De C14-datering gaf aan dat er in de middeleeuwen ooit een brand geweest is, niet dat er menselijke aanwezigheid was. Ook van mogelijke archeologische sporen van 'muren' werd geconcludeerd dat het volledig natuurlijke formaties waren. De opgravingen van Point Rosée brachten dus helemaal niets op, behalve dan een verdere aanwakkering van de interesse in de zoektocht naar Vikingnederzettingen in Noord-Amerika.